# Aumühle
Aumühle est une commune du Schleswig-Holstein, située à 23 km à l'est de Hambourg.

## Géographie
Aumühle est située dans la forêt de Saxe (Sachsenwald), la plus grande forêt de Schleswig-Holstein, et est bordée par la rivière Bille. Ses principaux quartiers sont Billenkamp et Friedrichsruh.

## Histoire

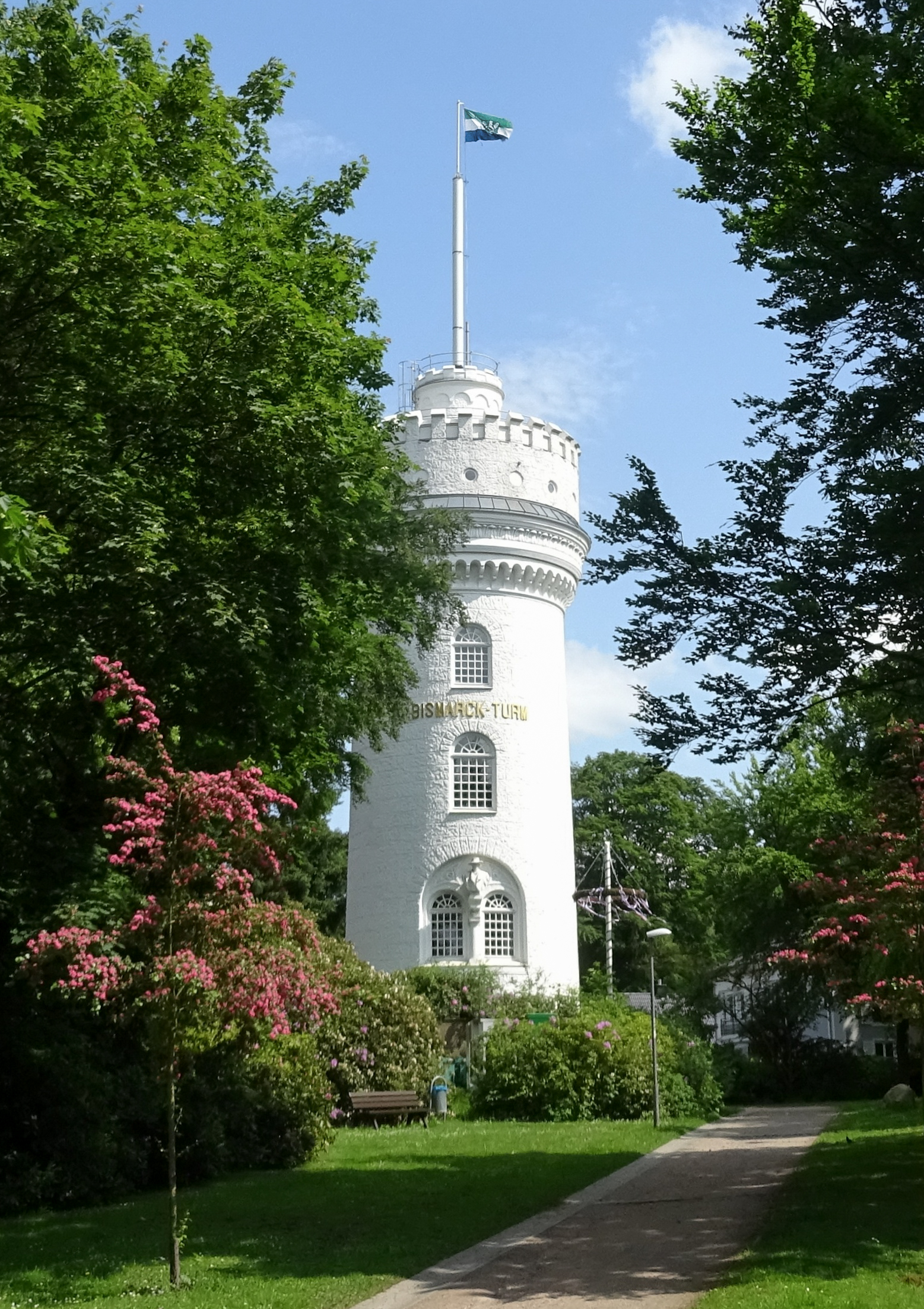
La tour Bismarck (Bismarckturm)

La première mention du village date de 1350, sous le nom « Owmole » (moulin sur la Schwarze Au, un ruisseau de Schleswig-Holstein). En 1750 est créée la paysannerie de Billenkamp.
En 1871, l'empereur Guillaume Ier donne le Sachsenwald à Otto von Bismarck en reconnaissance de ses services (en particulier pour la victoire sur la France en 1871). Ce dernier transforme un ancien restaurant près de la ligne Berlin-Hambourg pour en faire un manoir qu'il nomme Friedrichsruh (son mausolée est d'ailleurs à côté de ce manoir).
En 1884, un arrêt « Aumühle » est créé sur la ligne Berlin-Hambourg, et les travaux d'une nouvelle gare commencent en 1909.
Aumühle devient une zone de résidences luxueuses avec la création des villas de Sachsenwald-Hofriede en 1891. Le propriétaire de ces villas construit une tour panoramique servant de château d'eau qui sera inauguré après la mort de Bismarck en 1901, et qui sera nommée « tour Bismarck » (Bismarckturm).
Le grand amiral Karl Dönitz, ancien Reichspräsident (éphémère successeur de Hitler à la tête du IIIe Reich), déménage à Aumühle en 1956, après avoir purgé une peine de dix ans à la prison de Spandau, et s'y installe jusqu'à sa mort en 1980.
Aumühle, ou plus précisément Friedrichsruh, a été le siège des Bus blancs durant la Seconde Guerre mondiale.

## Jumelages
Aumühle est jumelée avec :
- Mortagne-sur-Sèvre (France) ;
- Sleen (Pays-Bas) (à présent quartier de Coevorden, Pays-Bas).

## Personnalités liées à la ville
- Otto Rasch (1891-1948), militaire né à Friedrichsruh.
- Arnold von Keyserling (1922-2005), théologien né à Friedrichsruh.